# Schaft (Verwaltungsbezirk)
Schaft (persisch شهرستان شفت) ist ein Schahrestan in der Provinz Gilan im Iran. Er enthält die Stadt Schaft, welche die Hauptstadt des Verwaltungsbezirks ist.

## Kreise
- Zentral (بخش مرکزی)
- Ahmadsargurab (بخش احمدسر گوراب)

## Demografie
Bei der Volkszählung 2016 betrug die Einwohnerzahl des Schahrestan 54.226. Die Alphabetisierung lag bei 76 Prozent der Bevölkerung. Knapp 19 Prozent der Bevölkerung lebten in urbanen Regionen.
| Zensusjahr | Einwohnerzahl |
| ---------- | ------------- |
| 2011       | 58.543        |
| 2016       | 54.226        |